# Szobotka Tibor
Szobotka Tibor, Sobotka (Budapest, Terézváros, 1913. március 19. – Budapest, 1982. február 26.) József Attila-díjas magyar író, műfordító, irodalomtörténész, pedagógus, az irodalomtudományok kandidátusa. Szabó Magda író és költő férje. Fordítói tevékenységének legismertebb darabja J. R. R. Tolkien világhírű fantasy-író A babó (más fordításokban: A hobbit) című művének eredeti magyarítása.

## Életpályája
Sobotka Henrik üzletvezető és Grün Jozefa fiaként született. 1919 júliusában apjával együtt kikeresztelkedett a református vallásra. A Madách Imre Gimnáziumban érettségizett. 1930–1935 között angol–német–művészettörténet szakon a budapesti Magyar Királyi Pázmány Péter Tudományegyetemen tanult, s középiskolai tanári oklevelet és bölcsészdoktori címet szerzett. Tanulmányai befejezése után Angliába utazott, majd hazatérve angol–német levelezőként helyezkedett el a Hungaria-Jacquard gyárban. A második világháborúban sorkatona volt. 1945-től a Magyar Rádió munkatársa. A Tükör és a Magyar Nemzet munkatársa (lektor, szerkesztő, rovatvezető), majd a Rádió műsorfőtitkára, ahonnan 1950-ben elbocsátották. 1950–1952 között a Tankönyvkiadó Vállalatnál dolgozott nyomdai korrektorként, illetve a kereskedelmi részleg alkalmazottjaként. 1952–1954 között általános iskolai tanár. 1954-től az ELTE (Eötvös Loránd Tudományegyetem) kari titkárságán működött, 1957-től a világirodalmi tanszéken, előbb adjunktus, majd 1966-ban docens lett. 1973-ban nyugállományba vonult. A PEN Club egyik alelnöke volt; rendszeresen publikált az Élet és Irodalomban, a Kortársban. 1957-ben kérte és megkapta a Magyar Rádiótól rehabilitálását.
Sinclair Lewis-, John Galsworthy-, George Eliot- és James Joyce-fordításai jelentősebbek. Életműsorozatát 1983-ban a Magvető Könyvkiadó indította el.
A rendelkezésre álló naplók, tartalomtervezet és elkészült részek segítségével életrajzát felesége, Szabó Magda fejezte be (Megmaradt Szobotkának. Budapest, 1983).

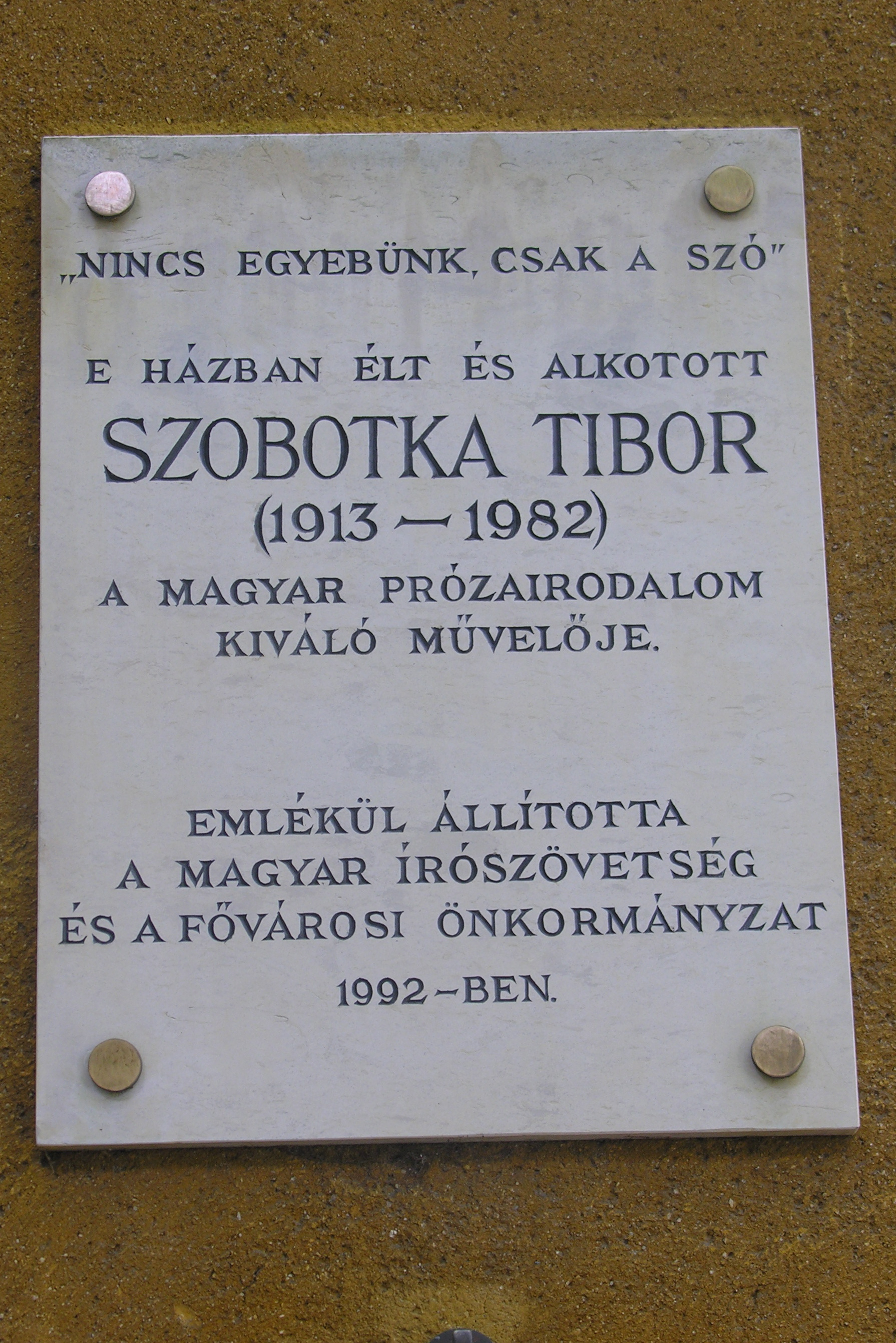
Szobotka Tibor emléktáblája Budapest II. kerületében

## Művei
- Hellenizmus Shelley és Keats költészetében (tanulmány, 1936, Sobotka néven)
- Thomas Mann (tanulmány, 1956)
- Megbízható úriember (regény, 1959)
- Shelley (tanulmány, 1960)
- Közönség és irodalom (tanulmányok, 1964)
- Valóság és látomás (tanulmányok, 1967)
- Hekuba (elbeszélések, 1971)
- Az angol irodalom története (monográfia Szenczi Miklóssal és Katona Annával közösen, 1972)
- Züzü vendégei (regény, 1973)
- A tenger és az eb (elbeszélések, 1975)
- Az összeesküvők (regény, 1978)
- Menyasszonyok, vőlegények (regény, 1980)
- A vetőkártya főhadnagya (összegyűjtött elbeszélések, 1982)
- Hazugság, Száműzetésben (regény, 1984)
- Harkály a fán (elbeszélések, 1985)
- Erényes emberek (színművek, hangjátékok, jelenetek, 1986)
- Igitur (regény, 1987)
- Sose jön szanitéc (elbeszélések, 1988)

## Műfordításai
- Lewis Carroll: Alice csodaországban (meseregény, 1958) Kosztolányi Dezső műfordításának hozzáigazítása az eredeti angol szöveghez
- J. Joyce: Ifjúkori önarckép (regény, 1958)
- Agatha Christie: Nyaraló gyilkosok (regény, 1959)
- J. Galsworthy: A Forsyte-Saga (regény-ciklus, 1960)
- J. Galsworthy: Modern komédia (regény-ciklus, 1960)
- T. G. Smollett: Humphry Clinker kalandozásai (regény, 1971)
- G. Stein: Alice B. Toklas önéletrajza (visszaemlékezések, 1974)
- J. R. R. Tolkien: A babó (fantasyregény, 1975)

## Díjai, elismerései
- Munka Érdemrend arany fokozata (1973)[5]
- József Attila-díj (1974)

## Források

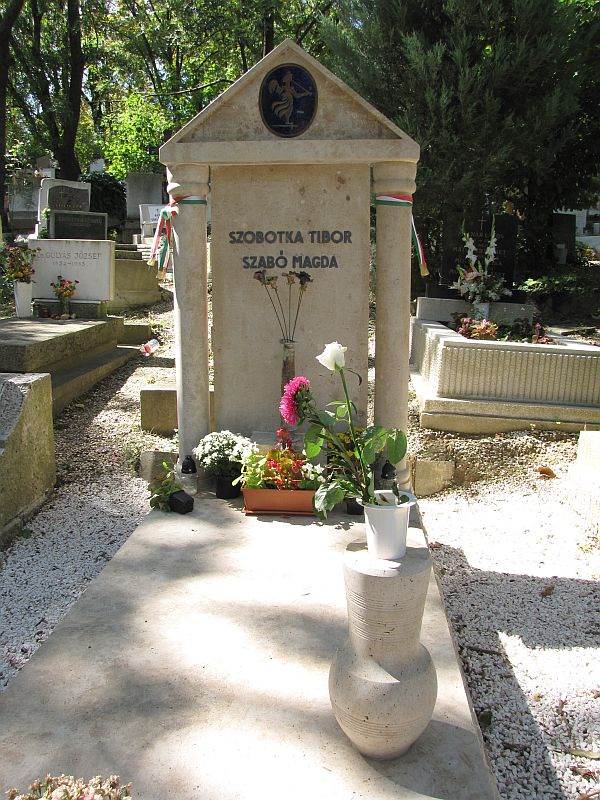
Szobotka Tibor és Szabó Magda sírja a Farkasréti temetőben